# Dieter Braun (Physiker)
Dieter Braun (* 19. August 1970 in Schwenningen am Neckar) ist ein deutscher Physiker.

## Leben und Werk
Braun studierte Physik an der Universität Ulm und der TU München mit dem Diplomabschluss 1997. Er wurde 2000 am Max-Planck-Institut für Biophysik summa cum laude promoviert (Capacitive Stimulation of Mammalian Cells on Silicon Chips imaged at Optical Resolution with Voltage-Sensitive Dyes), war als Post-Doktorand 2000 bis 2003 an der Rockefeller University und habilitierte sich 2007 in Physik in München. Er ist Professor für Biophysik an der Ludwig-Maximilians-Universität München. Zudem ist er seit 2007 Mitglied bei der Nanosystems Initiative Munich (NIM).

## Preise und Auszeichnungen
2010 erhielt er den mit 1,5 Millionen Euro dotierten Starting Grant des European Research Council. 2011 bekam Braun den Klung-Wilhelmy-Weberbank-Preis „für seine Erkenntnisse über die Entstehung des Lebens auf der Erde vor mehr als drei Milliarden Jahren.“ 2023 erhielt er gemeinsam mit Kerstin Göpfrich (Max-Planck-Institut für Medizinische Forschung, Heidelberg) und Tomoaki Matsuura (Tokyo Institute of Technology, Japan) für das Projekt „Autonomous evolution of synthetic cells under non-equilibrium conditions“ einen mit 1 Million Euro dotierten Forschungsförderpreis des Human Frontier Science Program.

## Privates
Braun ist verheiratet und hat zwei Kinder.